# Sven Norrbom
Sven Erik Norrbom, född 30 augusti 1889 i Norrköping, död 24 december 1961 i Stockholm, var en svensk skolman.
Sven Norrbom var son till smeden Nils Petter Norrbom. Han avlade mogenhetsexamen i Norrköping 1908 och studerade därefter vid Uppsala universitet där han blev filosofie magister 1911, filosofie licentiat 1915 och filosofie doktor 1921. Efter lärartjänstgöring i Landskrona och Södertälje 1915–1921 var han adjunkt i Linköping 1921–1927 och lektor i tyska och engelska i Västerås 1927–1936. Från 1936 var han lektor vid Högre allmänna läroverket för gossar å Norrmalm i Stockholm. Han var rektor vid Högre allmänna läroverket i Gävle 1929–1934, vid Nya elementarskolan i Stockholm 1934-1939 och var rektor vid Högre allmänna läroverket för gossar å Norrmalm från 1939. Som lärare gjorde han sig känd för sitt stora intresse för idrott och fysisk fostran, stor arbetsförmåga och praktiska syn på skolfrågorna. Under kortare perioder 1933–1935 och 1937 tjänstgjorde han som undervisningsråd. Norrbom var 1930–1934 ordförande i Pedagogiska sällskapet i Gävle och 1939–1941 i Läroverkslärarnas riksförbund. Han var ledamot av 1936 års läroverkslönesakkunniga och tillhörde från 1936 styrelsen för Sunnerdahls hemskolor på landet. Han publicerade arbeten i pedagogiska och språkliga frågor, bland annat Das Gothaer mittelniederdeutsche Arzenibuch und seine Sippe (doktorsavhandling, 1921).